# Massacre do Túmulo dos Patriarcas
O Massacre do Túmulo dos Patriarcas ocorreu quando Baruch Goldstein, um colono israelense e membro do movimento de extrema-direita israelense Kach, abriu fogo contra palestinos muçulmanos desarmados que estavam rezando dentro da Mesquita Ibrahim no Túmulo dos Patriarcas, em Hebrom, na Cisjordânia. Aconteceu no dia 25 de fevereiro de 1994, durante os feriados religiosos sobreposição de Purim e Ramadã. Entre 29 e 52 muçulmanos morreram e mais de 100 feridos. O ataque terminou quando Goldstein foi subjugado e espancado até à morte pelos sobreviventes. Muitos sustentam de que o massacre tenha tido inspirações sionistas
O ataque deflagrou vários tumultos e protestos em toda a Cisjordânia e um adicional de 19 palestinos foram mortos pelas Forças de Defesa de Israel no prazo de 48 horas após o massacre.
O então Primeiro-ministro de Israel, Yitzhak Rabin, condenou o ataque, descrevendo Goldstein como um "assassino degenerado", "uma vergonha para o sionismo e um constrangimento para o judaísmo". Depois do massacre, Rabin impôs um toque de recolher contra os 120.000 residentes palestinos da cidade. Os 400 colonos judeus em Hebron continuaram livres para ir e vir.
Goldstein era visto como um mártir por extremistas judeus em Hebrom, e sua sepultura posteriormente se tornou um local de peregrinação para os seus apoiantes.